# Lau Mulgap (Namo Rambe)
Lau Mulgap is een bestuurslaag in het regentschap Deli Serdang van de provincie Noord-Sumatra, Indonesië. Lau Mulgap telt 107 inwoners (volkstelling 2010).